# Weronika Rosati
Weronika Anna Rosati (ur. 9 stycznia 1984 w Warszawie) – polska aktorka, działaczka społeczna i felietonistka. 
Absolwentka Lee Strasberg Theatre and Film Institute oraz członkini Europejskiej Akademii Filmowej. Swoją karierę aktorską zaczynała od epizodów w polskich serialach telewizyjnych. Popularność przyniosła jej rola Ani w serialu M jak miłość (2002–2005, 2018–2020). W filmie zadebiutowała w 2005 rolą Dżemmy w obrazie Patryka Vegi Pitbull; zagrała również w opartym na nim serialu o tym samym tytule (2005–2008). Od tamtej pory wystąpiła w wielu polskich i międzynarodowych produkcjach filmowych i telewizyjnych, wcielając się głównie w role drugoplanowe. Była nominowana do Orła za najlepszą główną rolę kobiecą w filmie Obława (2012).

## Młodość
Urodziła się 9 stycznia 1984 w Warszawie, jako córka ekonomisty i polityka Dariusza Rosatiego (pół-Włocha) oraz projektantki mody Teresy Rosati. Ma starszego o dwanaście lat brata, Marcina. Mając dwa lata, wraz z rodziną wyjechała do Princeton, gdzie jej ojciec otrzymał posadę wykładowcy. Kiedy miała sześć lat, zamieszkali na pięć lat w Szwajcarii. Podczas bierzmowania przyjęła imię Dolores.
Jako nastolatka uczęszczała do ogniska teatralnego działającego przy Teatrze Ochoty w Warszawie oraz uczyła się tańca i akrobatyki w teatrze Studio Buffo. Przed napisaniem matury w ramach wyjątku została przyjęta do prywatnej policealnej Szkoły Aktorskiej im. Haliny i Jana Machulskich w Warszawie. W 2003 dostała się na Wydział Aktorski PWSFTviT w Łodzi. Po półtora roku studiów wzięła urlop dziekański, aby móc kontynuować pracę na planie serialu M jak miłość, po czym zrezygnowała z edukacji i wyjechała do Stanów Zjednoczonych. Po wyjeździe uczyła się w Stella Adler Academy of Acting and Theatre, Lee Strasberg Theatre and Film Institute, Larry Moss Studio oraz Ivana Chubbuck Studio. Studia w Lee Strasberg Theatre and Film Institute ukończyła i stała się dyplomowaną aktorką. Po latach wyznała, że jednym z powodów, dla których zrezygnowała ze studiów w łódzkiej filmówce, była przemoc, jakiej doświadczyła ze strony niektórych wykładowców, w tym m.in. Ewy Mirowskiej. O swoich przeżyciach opowiedziała w książce Karoliny Korwin-Piotrowskiej pt. Wszyscy wiedzieli.

## Kariera aktorska

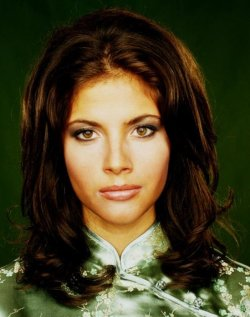
Weronika Rosati, 2008

W wieku 15 lat zagrała zakonnicę u boku Leona Niemczyka w filmie, który nie został ostatecznie wydany. Jej oficjalnym debiutem była rola „Niki” w serialu Klasa na obcasach w 2000. Początkowo grała głównie epizody w serialach telewizyjnych, takich jak Samo życie, Marzenia do spełnienia, As oraz Czego się boją faceci, czyli seks w mniejszym mieście. Większą rolę zagrała w serialu Ryszarda Bugajskiego Tak czy nie?, a ogólnopolską popularność zyskała dzięki serialowi M jak miłość, w którym w latach 2002–2005 wcielała się w postać Ani, przyjaciółki Kingi Zduńskiej i dziewczyny Pawła Zduńskiego. Do M jak miłość wróciła na dwa lata w 2018.
Przełom w jej karierze nastąpił w 2005, kiedy zagrała Dżemmę w filmie Patryka Vegi Pitbull. Film zdobył renomę kultowego, a Rosati otrzymała dwie nominacje do Złotych Kaczek, przyznawanych przez czytelników magazynu „Film”. Na podstawie Pitbulla zrealizowano serial z jej udziałem o tym samym tytule, który emitowany był na antenie TVP2 w latach 2005–2008. W 2006 po raz pierwszy pojawiła się w międzynarodowej produkcji, filmie Inland Empire Davida Lyncha, jak również zagrała w filmie Wiesława Saniewskiego Bezmiar sprawiedliwości. W kolejnych latach wystąpiła m.in. w amerykańskim horrorze Dom (House; 2008), w dramacie Magdaleny Piekorz Senność (2008) oraz w filmie psychologicznym Piotra Matwiejczyka Smutna (2009), a także gościnnie w serialach Kryminalni (2007), Daleko od noszy (2008), Londyńczycy (2008) i 39 i pół (2009). W 2009 rozpoczęła pracę na planie serialu Majka (2009–2010), w którym wcielała się w postać Dagmary Godzwon.
W 2010 wystąpiła w czarnej komedii Piotrek trzynastego w roli Andżeliny. Ponadto była jednym z producentów tego filmu. W tym roku zagrała także Rojzę, Żydówkę pracującą w warsztacie futrzarskim w getcie, w trzecim sezonie serialu Czas honoru. Pod koniec 2010 wygrała casting do roli w amerykańskiej produkcji telewizyjnej stacji HBO – serialu Luck (2012), w którym zagrała krupierkę Naomi. W 2011 wcieliła się w seryjną morderczynię Magdalenę we francuskim thrillerze telewizyjnym stacji France 2 Dame de pique, pojawiła się w nominowanym do Oscara dramacie wojennym Agnieszki Holland W ciemności oraz wystąpiła w roli dziennikarki Anny we francuskim filmie Spisek (Largo Winch II).

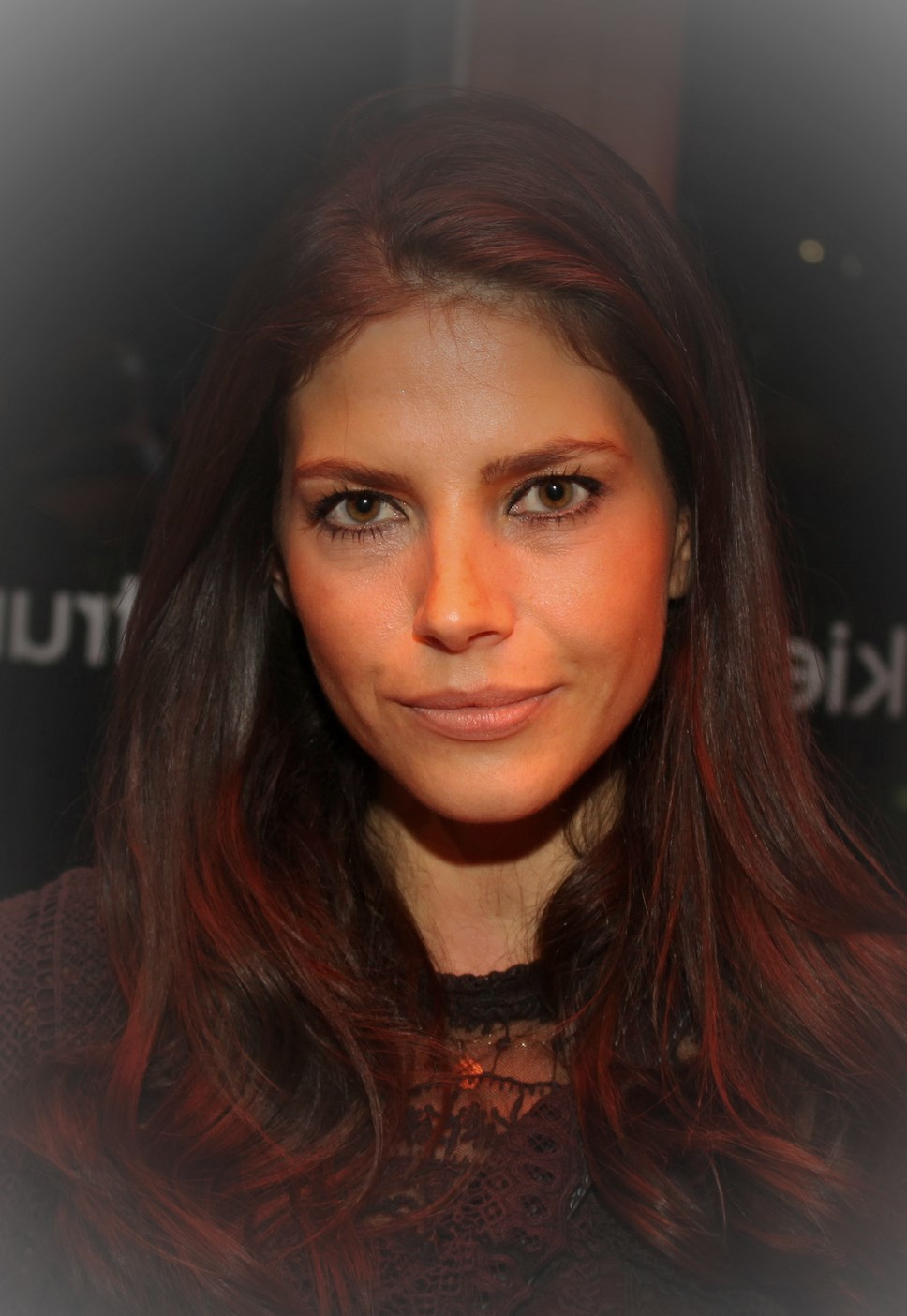
Weronika Rosati, 2016

W 2012 w dramacie wojennym Marcina Krzyształowicza Obława zagrała sanitariuszkę „Pestkę”. Jej występ zyskał uznanie krytyków; w opinii Barbary Hollender Rosati „udowodniła, że czas spojrzeć na nią jak na interesującą aktorkę, a nie bohaterkę rubryk towarzyskich”, natomiast Łukasz Maciejewski docenił jej „bardzo dobrą rolę dramatyczną”. Za swoją kreację otrzymała nominację do Polskiej Nagrody Filmowej „Orzeł” w kategorii Najlepsza główna rola kobieca. Między 2012 a 2013 wystąpiła w amerykańskich produkcjach kinowych: Iceman: Historia mordercy (The Iceman; 2012) jako Livi, Twardziele (Stand Up Guys; 2012) jako Irena, Kula w łeb (Bullet to the Head; 2012) jako Lola, Bitwa roku (Battle of the Year; 2013) jako Jolene oraz Last Vegas (2013) jako kelnerka Veronica. W 2013 pojawiła się również w jednym z odcinków serialu Agenci NCIS (NCIS: Naval Criminal Invastigative Service) zatytułowanym „Berlin” jako Rivka David, a także dołączyła do stałej obsady dwóch polskich seriali: Piąty Stadion i Hotel 52. Ponadto wcieliła się w dubbingową rolę Dottie w polskojęzycznej wersji animowanego filmu Samoloty. W 2013 została laureatką nagrody im. Poli Negri „Politka” na 7. Przeglądzie Twórczości Filmowej „Pola i inni” w Lipnie.
W dramacie psychologicznym Krzysztofa Zanussiego, Obce ciało, zagrała Mirę Tkacz, asystentkę Kris granej przez Agnieszkę Grochowską. Wspólnie były nominowane do nagrody Węże w kategorii Najgorszy duet na ekranie. Premiera tego filmu odbyła się we wrześniu 2014 na Międzynarodowym Festiwalu Filmowym w Toronto. Również w 2014 po raz kolejny użyczyła głosu w polskojęzycznych wersjach animowanych produkcji: Gangu Wiewióra oraz drugiej części Samolotów – Samoloty 2. Wystąpiła także w miniserialu Agnieszki Holland Dziecko Rosemary (Rosemary’s Baby) w epizodycznej roli dziewczyny z klubu nocnego o imieniu Ginger. W latach 2015–2016 grała Kamilę Miłek w serialu TVP1 Strażacy, a w 2015 pojawiła się w dwóch odcinkach serialu Detektyw (True Detective).

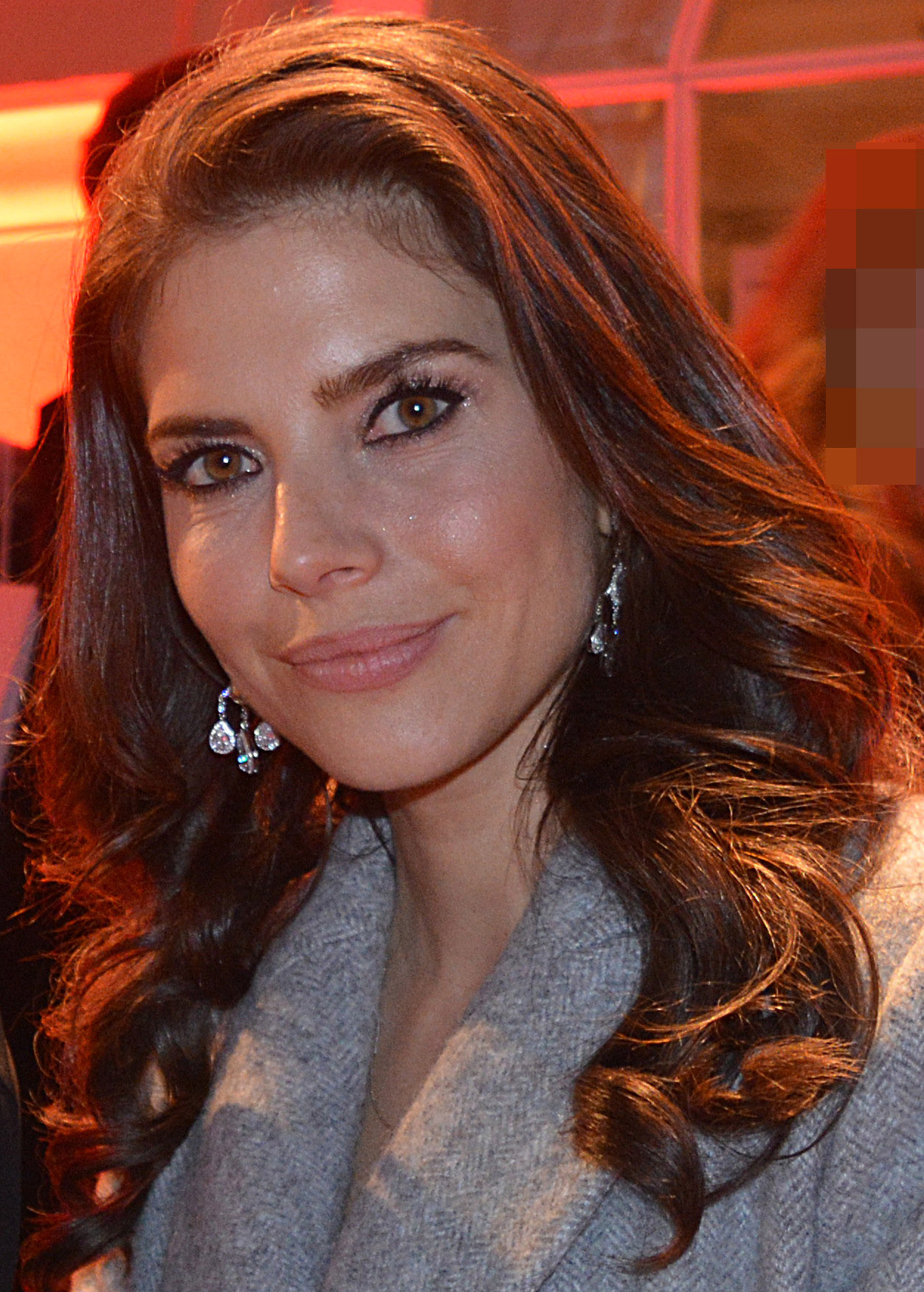
Weronika Rosati na gali wręczenia Orłów, 20 marca 2017

W 2016 wystąpiła w kolejnych amerykańskich produkcjach telewizyjnych: Nie z tego świata (Supernatural) oraz Objazd (The Detour), w których zagrała kolejno francuską agentkę Delphine Seydoux i Oksanę. Ponadto wcieliła się w postać Louise McVay, żony kapitana Charlesa McVaya granego przez Nicolasa Cage’a w filmie wojennym Ostatnia misja USS Indianapolis (USS Indianapolis: Men of Courage), a także podłożyła głos księżniczce o imieniu Shallia w polskojęzycznej wersji filmu Nowe przygody Aladyna. W 2017 zagrała jedną z głównych ról w komedii romantycznej Ryszarda Zatorskiego Porady na zdrady oraz została obsadzona w dwóch serialach stacji TVN: Belle Epoque i Diagnoza. Za Porady na zdrady ponownie była nominowana do nagrody Węże, tym razem w kategorii Najgorsza rola żeńska. W 2018 wystąpiła w komedii romantycznej Podatek od miłości, a w 2019 zagrała w filmie Marthy Coolidge Znajdę Cię (I'll Find You), opowiadającym historię miłosną na tle Polski lat 30. i 40. XX wieku. W latach 2019–2020 grała jedną z głównych ról, prawniczkę Martę, w serialu Zawsze warto.
W filmie Śniegu już nigdy nie będzie Małgorzaty Szumowskiej i Michała Englerta, który został zaprezentowany premierowo w konkursie głównym na Międzynarodowym Festiwalu Filmowym w Wenecji we wrześniu 2020, wcieliła się w dwie postacie: żonę mężczyzny umierającego na raka oraz matkę głównego bohatera. W 2021 ukazała się gra komputerowa The Medium, w której metodą przechwytywania ruchu użyczyła wizerunku tytułowej bohaterce – medium Mariannie. W tym roku zagrała także w serialu Agenci NCIS: Los Angeles oraz w filmie Andrew Stevensa Ponad horyzont! (Send It!). Swoją premierę tego roku miał również film Brigitte Bardot cudowna Lecha Majewskiego, w którym wcieliła się w postać inspirowaną Elizabeth Taylor w roli Kleopatry.
W 2022 odebrała nagrodę dla najlepszej aktorki zagranicznej na włoskim festiwalu filmowym „Artelesia” w Benewent za główną rolę żeńską w filmie To nie koniec.

## Styl gry
Od dzieciństwa jest zafascynowana systemem Stanisławskiego, którego uczyła się w Lee Strasberg Theatre and Film Institute oraz Stella Adler Academy of Acting and Theatre. Z tego systemu korzystała, przygotowując się do ról m.in. w Pitbullu (do roli w tym filmie nauczyła się ormiańskiego akcentu, z którym mówiła przed rozpoczęciem zdjęć) czy Obławie (na dwa miesiące przed wejściem na plan zdjęciowy przestała wychodzić z domu). Za filmowe autorytety uznaje: Elizabeth Taylor, Bette Davis, Jane Fondę, Kirka Douglasa i Sidneya Poitiera.

## Pozostałe przedsięwzięcia
W 2004 wzięła udział w kampanii reklamowej szamponu do włosów „Pantene” marki Procter & Gamble. W 2007 została ambasadorką linii kosmetyków „Sin Skin” polskiej marki Dr Irena Eris, obejmującej preparaty pielęgnacyjne do twarzy oraz perfumy.
Brała udział w programach rozrywkowych: Ranking gwiazd (2008) oraz Taniec z gwiazdami (2009). Ponadto wystąpiła w teledyskach do utworów: „Bless Me” Raya Wilsona (2009), „Broń, Panie broń” Poli (2009) oraz „This Woman’s Work” Pati Sokół (2012).
W 2010 rozpoczęła współpracę z serwisem Stopklatka.pl dla którego pisała artykuły o tematyce filmowej. Jej felietony były publikowane również w miesięczniku „Film”, dwutygodnikach „Show” i „Party”, tygodniku „Wprost” oraz serwisie Plejada.pl. W 2013 została reporterką Dzień dobry TVN.
W 2014 sygnowała swoim nazwiskiem perfumy „Femme” marki Avon. W 2015 zasiadła w jury jednego z odcinków drugiej edycji programu Project Runway. W marcu 2018 poprowadziła ostatni odcinek pierwszej serii programu SNL Polska. W 2021 stworzyła wegańską markę kosmetyczną Lajuu.
Jest ambasadorką linii ubrań „For Weronika” swojej matki Teresy Rosati.

### Działalność na rzecz kobiet
W czerwcu 2018 wzięła udział w akcji platformy Showmax, Na początku było słowo, przeciwko mowie nienawiści w internecie wobec kobiet, przeprowadzonej na rzecz fundacji Centrum Praw Kobiet. Pod koniec tego roku rozpoczęła akcję mającą na celu nagłośnienie problemów, z jakimi borykają się samotne matki, co znalazło szeroki oddźwięk w polskich mediach.
W 2019 jej wyznanie o byciu ofiarą przemocy domowej według komentujących „wzmocniło polską odsłonę Me Too”. W tym samym roku założyła fundację „Siła Kobiety” oferującą pomoc kobietom będącym ofiarami przemocy domowej. Za swoją działalność na rzecz kobiet we wrześniu 2019 została nagrodzona w plebiscycie Kobieta Roku Glamour w kategorii Aktywizm. W tym samym miesiącu wzięła udział w 11. Kongresie Kobiet, podczas którego uczestniczyła w panelach dotyczących przemocy w rodzinie oraz samotnego macierzyństwa. W styczniu 2020 na zaproszenie Organizacji Narodów Zjednoczonych udzieliła wywiadu na temat problemu przemocy domowej w ramach strefy medialnej Celów Zrównoważonego Rozwoju podczas Światowego Forum Ekonomicznego w Davos.

## Życie prywatne
Była związana z dziennikarzem Mariuszem Maxem Kolonką. W 2005 razem pojawili się na okładce magazynu „Gala”, któremu udzielili wywiadu, potwierdzając jednocześnie swój związek. W 2006 spotykała się z raperem Tede, a w latach 2007–2008 z reżyserem Andrzejem Żuławskim. Rozstanie z Żuławskim ogłosiła w sierpniu 2008, wystosowując oświadczenie do prasy. W 2013 związała się z aktorem Piotrem Adamczykiem. We wrześniu tego roku była pasażerem prowadzonego przez niego samochodu, który uległ wypadkowi. W wypadku doznała kontuzji nogi, wskutek czego przeszła kilka operacji i była regularnie rehabilitowana przez kilka następnych lat. W lipcu 2015 w wywiadzie dla dwutygodnika „Viva!” potwierdziła rozstanie z Adamczykiem. W 2016 związała się z ortopedą Robertem Śmigielskim, z którym ma córkę Elizabeth Valentinę (ur. 11 grudnia 2017). W 2018 para rozstała się; byli zaręczeni. Na początku 2019 Rosati wyznała, że Śmigielski stosował wobec niej przemoc. Ich batalia sądowa była szczegółowo dokumentowana przez media.
Aktorka była jedną ze „100 najcenniejszych gwiazd polskiego show-biznesu” według danych magazynu „Forbes Polska” w latach 2012–2014; jej wizerunek został wyceniony przez reklamodawców na: 313 tys. zł w 2012 (84. miejsce), 285 tys. zł w 2013 (85. miejsce) i ok. 210 tys. zł w 2014 (83. miejsce).

### Proces przeciwko Andrzejowi Żuławskiemu
W lutym 2010 nakładem Wydawnictwa Krytyki Politycznej ukazał się pamiętnik Andrzeja Żuławskiego pod tytułem Nocnik, w którym Rosati miała zostać ukryta pod postacią Esterki. W marcu tego roku aktorka założyła proces sądowy przeciwko Żuławskiemu oraz wydawcy książki, żądając od nich 200 tys. złotych zadośćuczynienia, przeprosin w mediach za naruszenie jej prawa do prywatności i godności jako kobiety oraz zaprzestania dalszego naruszania jej dóbr osobistych poprzez usunięcie z ewentualnych dalszych wydań książki fragmentów dotyczących jej osoby lub całkowity zakaz jej rozpowszechniania.
W lipcu 2010 Sąd Okręgowy w Warszawie zakazał publikacji książki do czasu zakończenia procesu cywilnego, a w lutym 2014 wydał orzeczenie, w którym nakazał pozwanym oficjalnie przeprosić powódkę oraz wypłacić na jej rzecz 100 tys. złotych zadośćuczynienia za możliwość identyfikowania z nią fikcyjnej bohaterki książki i przez to przypisanie aktorce „cech obraźliwych i fałszywych”. Sąd stwierdził jednak, że nie ma potrzeby wycofywania książki ze sprzedaży, gdyż prawie cały jej nakład został wyprzedany jeszcze przed wydaniem zakazu rozpowszechniania jej, a więc „skutek już nastąpił”. Od tego wyroku obie strony sporu złożyły apelację, jednak 22 maja 2015 sąd apelacyjny w Warszawie wydał wyrok prawomocny podtrzymujący wyrok I instancji z 2014.

## Filmografia

### Filmy
| Rok  | Tytuł                           | Rola                | Informacje                                                       |
| ---- | ------------------------------- | ------------------- | ---------------------------------------------------------------- |
| 2005 | Pitbull                         | Dżemma              |                                                                  |
| 2006 | Inland Empire                   | kurtyzana           | niewymieniona w napisach końcowych                               |
| 2006 | Bezmiar sprawiedliwości         | protokolantka       |                                                                  |
| 2007 | Lynch                           | kobieta w fabryce   | film dokumentalny                                                |
| 2008 | Senność                         | praktykantka        |                                                                  |
| 2008 | Dom                             | pani Lawdale        | tyt. oryg. House                                                 |
| 2009 | Smutna                          | Anna                |                                                                  |
| 2010 | Piotrek trzynastego             | Andżelina           | również współproducentka filmu                                   |
| 2011 | Spisek                          | Anna                | tyt. oryg. Largo Winch II                                        |
| 2011 | Wojna żeńsko-męska              | „Suka”              | głos                                                             |
| 2011 | Dame de pique                   | Magdalena           | film telewizyjny                                                 |
| 2011 | W ciemności                     | kobieta z dzieckiem |                                                                  |
| 2012 | Obława                          | „Pestka”            |                                                                  |
| 2012 | Iceman: Historia mordercy       | Livi                | tyt. oryg. The Iceman                                            |
| 2012 | Twardziele                      | Irena               | tyt. oryg. Stand Up Guys                                         |
| 2012 | Kula w łeb                      | Lola                | tyt. oryg. Bullet to the Head                                    |
| 2013 | Samoloty                        | Dottie              | film animowany, polski dubbing, tyt. oryg. Planes                |
| 2013 | Bitwa roku                      | Jolene              | tyt. oryg. Battle of the Year                                    |
| 2013 | Last Vegas                      | Veronica            |                                                                  |
| 2014 | Gang Wiewióra                   | Ilona               | film animowany, polski dubbing, tyt. oryg. The Nut Job           |
| 2014 | Samoloty 2                      | Dottie              | film animowany, polski dubbing, tyt. oryg. Planes: Fire & Rescue |
| 2014 | Obce ciało                      | Mira Tkacz          |                                                                  |
| 2016 | Nowe przygody Aladyna           | Shallia             | polski dubbing, tyt. oryg. Les Nouvelles Aventures d’Aladin      |
| 2016 | Ostatnia misja USS Indianapolis | Louise McVay        | tyt. oryg. USS Indianapolis: Men of Courage                      |
| 2017 | Porady na zdrady                | Beata Woltyńska     |                                                                  |
| 2017 | Szron                           |                     | tyt. oryg. Frost; niewymieniona w napisach końcowych             |
| 2018 | Podatek od miłości              | żona Ryszarda       |                                                                  |
| 2019 | Znajdę Cię                      | pani Huber          | tyt. oryg. I’ll Find You                                         |
| 2020 | Śniegu już nigdy nie będzie     | Wika / matka Żeni   |                                                                  |
| 2021 | Ponad horyzont!                 | Eve                 | tyt. oryg. Send It!                                              |
| 2021 | Brigitte Bardot cudowna         | Elizabeth Taylor    |                                                                  |
| 2022 | To nie koniec                   | Sarah               | tyt. oryg. It’s Not Over                                         |

### Seriale
| Rok                  | Tytuł                                                 | Rola                                  | Informacje                                                                                       |
| -------------------- | ----------------------------------------------------- | ------------------------------------- | ------------------------------------------------------------------------------------------------ |
| 2000                 | Klasa na obcasach                                     | „Niki”                                |                                                                                                  |
| 2001                 | Marzenia do spełnienia                                | Weronika                              |                                                                                                  |
| 2002–2005, 2018–2020 | M jak miłość                                          | Anna Waszkiewicz                      |                                                                                                  |
| 2002                 | As                                                    | Matylda Roszak                        | miniserial, odc. 1                                                                               |
| 2002–2003            | Samo życie                                            | Beata vel Ujma                        | odc. 58, 66, 82, 83, odcinek specjalny (bez numeracji), 93, 114, 155–156, 172                    |
| 2003                 | Czego się boją faceci, czyli seks w mniejszym mieście | Dominika                              | odc. 4–6, 13                                                                                     |
| 2003–2004            | Tak czy nie?                                          | Basia Barniłowska                     | miniserial, odc. 1–12                                                                            |
| 2005–2008            | Pitbull                                               | Dżemma                                | odc. 1–31                                                                                        |
| 2007                 | Kryminalni                                            | Ania Lis                              | odc. 79                                                                                          |
| 2008                 | Daleko od noszy                                       | siostra Basen po operacji plastycznej | odc. 161                                                                                         |
| 2008                 | Londyńczycy                                           | Weronika Fox                          | odc. 8–9, 11                                                                                     |
| 2009                 | 39 i pół                                              | Ola                                   | odc. 35, 37                                                                                      |
| 2009–2010            | Majka                                                 | Dagmara Godzwon                       |                                                                                                  |
| 2010                 | Czas honoru                                           | Rojza                                 | odc. 28–29, 31–32, 35–36, 38                                                                     |
| 2011                 | Bezmiar sprawiedliwości                               | protokolantka                         | miniserial                                                                                       |
| 2012                 | Luck                                                  | Naomi                                 | odc. 4, 7–9                                                                                      |
| 2012                 | Piąty Stadion Na żywo                                 | Julie                                 | odc. 16                                                                                          |
| 2012                 | Ojciec Mateusz                                        | Marzena Kryger                        | odc. 107                                                                                         |
| 2013                 | Spokojnie, to tylko ekonomia!                         | uczestniczka testu ekonomicznego      | odc. 19–20                                                                                       |
| 2013–2014            | Piąty Stadion                                         | Gabriela Kądzik                       | odc. 62, 66–69, 72–74, 85, 88–89, 93, 98–99, 114, 117, 119–120, 122, 124, 135, 137–138, 141, 144 |
| 2013                 | Agenci NCIS                                           | Rivka David                           | tyt. oryg. NCIS: Naval Criminal Invastigative Service, odc. 231                                  |
| 2013                 | Hotel 52                                              | Maria Jordan                          | odc. 80–86, 89–91                                                                                |
| 2014                 | Dziecko Rosemary                                      | Ginger                                | miniserial, tyt. oryg. Rosemary’s Baby, odc. 1                                                   |
| 2015–2016            | Strażacy                                              | Kamila Miłek                          | odc. 1–2, 5–8, 10–20                                                                             |
| 2015                 | Prawo Agaty                                           | Kamila Braun                          | odc. 92                                                                                          |
| 2015                 | Detektyw                                              | Agnes                                 | tyt. oryg. True Detective, odc. 10–11                                                            |
| 2016                 | Nie z tego świata                                     | Delphine Seydoux                      | tyt. oryg. Supernatural, odc. 232                                                                |
| 2016                 | Powiedz tak!                                          | Sandra                                | odc. 8–10                                                                                        |
| 2016                 | Objazd                                                | Oksana                                | tyt. oryg. The Detour, odc. 5–6                                                                  |
| 2017                 | Belle Epoque                                          | Misia Antczak                         | odc. 1–3, 6                                                                                      |
| 2017                 | Komisarz Alex                                         | Maja von Hertzenbach-Przybysz         | odc. 123                                                                                         |
| 2017                 | Ultraviolet                                           | „Limbo”                               | odc. 7                                                                                           |
| 2017–2019            | Diagnoza                                              | Beata Leśniewska                      | odc. 8–9, 25–26, 47                                                                              |
| 2019                 | Echo serca                                            | Renata                                | odc. 3                                                                                           |
| 2019–2020            | Zawsze warto                                          | Marta Wardecka                        |                                                                                                  |
| 2021                 | Agenci NCIS: Los Angeles                              | Wania Leonowa                         | tyt. oryg. NCIS: Los Angeles; odc. 275–276                                                       |
| 2023                 | Lulu                                                  | Laura                                 | odc. 20                                                                                          |
| 2024                 | Gąska                                                 | ona sama                              | odc. 1                                                                                           |

### Gry komputerowe
| Rok  | Tytuł      | Rola     | Informacje |
| ---- | ---------- | -------- | ---------- |
| 2021 | The Medium | Marianna | Wizerunek  |

## Nagrody i nominacje
| Rok  | Nagroda/Konkurs                        | Kategoria                                                                       | Rezultat  |
| ---- | -------------------------------------- | ------------------------------------------------------------------------------- | --------- |
| 2005 | Róże Gali                              | Piękne pary (z Mariuszem Maxem Kolonką)                                         | Nominacja |
| 2006 | Viva! Najpiękniejsi 2005               | Najpiękniejsza Polka                                                            | Nominacja |
| 2008 | Viva! Najpiękniejsi 2007               | Najpiękniejsza Polka                                                            | Nominacja |
| 2009 | Viva! Najpiękniejsi 2008               | Najpiękniejsza Polka                                                            | Nominacja |
| 2011 | Kobieta Roku Glamour                   | Aktorka                                                                         | Nominacja |
| 2011 | Złote Kaczki                           | Najlepsza kochanka kina sensacyjnego (za rolę w filmie Pitbull)                 | Nominacja |
| 2012 | Viva! Najpiękniejsi 2011               | Najpiękniejsza Polka                                                            | Nominacja |
| 2012 | Złote Kaczki                           | Najlepsza aktorka polskich filmów sensacyjnych (za rolę w filmie Pitbull)       | Nominacja |
| 2013 | Viva! Najpiękniejsi 2012               | Najpiękniejsza Polka                                                            | Nominacja |
| 2013 | Orły                                   | Najlepsza główna rola kobieca (za rolę w filmie Obława)                         | Nominacja |
| 2013 | Nagroda im. Poli Negri „Politka”       | –                                                                               | Wygrana   |
| 2013 | Plejada Top Ten                        | Kariera bez granic                                                              | Wygrana   |
| 2013 | Róże Gali                              | Film (za rolę w filmie Obława)                                                  | Nominacja |
| 2014 | Viva! Najpiękniejsi 2013               | Najpiękniejsza Polka                                                            | Nominacja |
| 2015 | Węże                                   | Najgorszy duet na ekranie (z Agnieszką Grochowską; za rolę w filmie Obce ciało) | Nominacja |
| 2016 | Gwiazdy Plejady                        | Gwiazda stylu                                                                   | Nominacja |
| 2018 | Węże                                   | Najgorsza rola żeńska (za rolę w filmie Porady na zdrady)                       | Nominacja |
| 2019 | Kobieta Roku Glamour                   | Aktywizm (za działalność na rzecz kobiet)                                       | Wygrana   |
| 2019 | Róże Gali                              | Online (za wspieranie samotnych matek i powołanie w tym celu fundacji)          | Nominacja |
| 2020 | Superbohaterka „Wysokich Obcasów” 2019 | –                                                                               | Nominacja |
| 2022 | Festiwal Filmowy „Artelesia”           | Najlepsza aktorka zagraniczna (za rolę w filmie To nie koniec)                  | Wygrana   |
| 2024 | Kobieca Marka Roku                     | Marka Osobista Sukces Międzynarodowy                                            | Wygrana   |